# Hintelmannia elisabethae
Hintelmannia elisabethae är en stekelart som beskrevs av Diller och Schonitzer 1997. Hintelmannia elisabethae ingår i släktet Hintelmannia och familjen brokparasitsteklar. Inga underarter finns listade i Catalogue of Life.